# 세손위종사
세손위종사(世孫衛從司)는 조선시대 왕세손(王世孫)의 호위를 맡은 관청으로 1448년(세종 30년)에 당시 왕세손(조선 단종)의 경호를 위해 설치되어 갑오개혁 때 폐지됐다.